# شیسویکای
شیسویکای (ژاپنی: 志帥会)، به عنوان یک جناح در حزب لیبرال دموکرات (ژاپن) (LDP). توشیهیرو نیکای، دبیرکل سابق LDP، رهبری آن را بر عهده دارد.